# Formule Le Mans
La Formule Le Mans est un championnat automobile créé par l'Automobile Club de l'Ouest (ACO), organisateur des 24 Heures du Mans, et par le constructeur automobile Oreca. Le championnat est pensé comme une étape pour les jeunes pilotes qui arrivent dans les courses d'endurance.
Initialement conçu comme un championnat indépendant en 2009, il est intégré aux Le Mans Series à partir de 2010. L'équivalent en American Le Mans Series utilise le nom de Le Mans Prototype Challenge.

## Données techniques
Châssis
- Coque en carbone et nid d’abeille
- Longueur : 4 461 mm
- Largeur : 1 990 mm
- Hauteur : 1 021 mm
- Voie avant : 1 647 mm
- Voie arrière : 1 609 mm
- Empattement : 2 870 mm
- Poids : environ 900 kg

Moteur
- V8 de 6,2 L – Base GM
- Puissance : 430 ch
- Couple : 630 N m
- Régime maxi : 6 000 tr/min
- Lubrification : par carter sec
- Gestion électronique : Magneti Marelli

Suspensions
- Double triangles à poussoirs

Pneus
- Avant : 30/65 – 18”
- Arrière : 31/71 – 18”

Boîte de vitesses
- Marque : Xtrac
- Type : séquentielle
- Changement de vitesses : robotisée, palettes au volant
- Rapports : 6 + marche arrière

Freins
- Disques carbone ventilés
- Marque : Brembo
- Disques avant : 380 × 37 mm
- Étrier avant : 28 – 30 – 38
- Plaquettes avant : 31,5 mm
- Disques arrière : 355 × 37 mm
- Étrier arrière : 28 – 30 – 38
- Plaquettes arrière : 31,5 mm

Carrosserie
- Carbone/Kevlar

## Palmarès
| Saison | Écurie | Pilote             |
| ------ | ------ | ------------------ |
| 2009   | DAMS   | Nico Verdonck (en) |

| Saison |         | Vainqueur American Le Mans Series | Vainqueur Le Mans Series      | Vainqueur Asian Le Mans Series          |
| ------ | ------- | --------------------------------- | ----------------------------- | --------------------------------------- |
| 2010   | Écurie  | Level 5 Motorsports               | DAMS                          | Hope Polevision Racing                  |
| 2010   | Pilotes | Scott Tucker                      | Andrea Barlesi Gary Chalandon | Steve Zacchia Shan Qi Zhang Jeffrey Lee |